# Alba de Céspedes
Alba Carla Lauritai de Céspedes y Bertini (11. března 1911 Řím – 14. listopadu 1997 Paříž) byla italská spisovatelka a novinářka kubánského původu (jejím otcem byl kubánský velvyslanec v Itálii a později prezident Kuby Carlos Manuel de Céspedes y Quesada). První knihu vydala v roce 1935. Za druhé světové války byla hlasatelkou odbojářského rádia v Bari. Po válce žila v Paříži. Psala psychologické romány zaměřené na postavení ženy ve společnosti, věnovala se také poezii a dramatu. Její nejúspěšnější knihou byla Kočka, příběh postaršího úspěšného právníka zamilovaného do dospívající dívky, která ho finančně využívá. Pracovala pro časopisy Epoca a La Stampa, v letech 1944 až 1948 vydávala revue Mercurio. Napsala scénář k filmu Michelangela Antonioniho Přítelkyně podle románu Cesare Paveseho.

## Knihy
- Kočka, Praha: Odeon 1970
- Nikdo se nevrací, Praha: Sfinx 1942

- Předtím a potom
- Výčitka
- V noční tmě